# Rivula distributa
Rivula distributa là một loài bướm đêm trong họ Erebidae.